# Kód Enigmy
Kód Enigmy (v anglickém originále The Imitation Game) je americký filmový thriller z roku 2014. Natočil jej norský režisér Morten Tyldum a pojednává o matematikovi a kryptoanalytikovi Alanu Turingovi, kterého hraje Benedict Cumberbatch. V dalších rolích se zde představili například Keira Knightley (Joan Clarkeová), Matthew Goode (Hugh Alexander) či Mark Strong (Stewart Menzies). Film měl premiéru dne 29. srpna 2014 na filmovém festivalu v Telluride ve státě Colorado.

## Děj
Ve filmu se prolínají dvě časové linie. Vyprávění začíná roku 1952, ve kterém Alan Turing vypráví policistovi svůj příběh z období druhé světové války s občasnými přesahy do svého dětství.
Poté, co je sousedem nahlášeno vloupání do Turingova domu, které Turing sám bagatelizuje a policii ironicky zesměšňuje, získá detektiv Nock podezření, že by Turing mohl být jedním z tzv. cambridských špionů. Pátráním však zjistí, že Turing není špion, ale homosexuál a jako takový je předveden k výslechu. Zde policistovi vypráví příběh, jak byl pro své matematické schopnosti najat britskou vládou, aby se spolu s dalšími podílel na prolomení kódu šifrovacího stroje Enigma používaným nacistickým Německem. Po dvouletém úsilí se mu podaří díky svému stroji kód objevit. Mezitím se stihne zasnoubit s Joan Clarkovou, avšak vzhledem k okolnostem zasnoubení opět zruší. Po ukončení války je spolu s kolegy propuštěn ze služeb s pokynem, aby nikdo z nich o tajném projektu nemluvil.
Alan je po vyšetřování odsouzen a namísto dvouletého nepodmíněného trestu zvolí hormonální terapii (tj. chemickou kastraci). Navštíví ho Joana Clarková, nyní už provdaná, Alan však nevidí ve svém životě východisko.

## Obsazení
| Benedict Cumberbatch | Alan Turing                 |
| Keira Knightley      | Joan Clarkeová              |
| Matthew Goode        | Hugh Alexander              |
| Mark Strong          | Stewart Menzies             |
| Charles Dance        | Alastair Denniston          |
| Allen Leech          | John Cairncross             |
| Matthew Beard        | Peter Hilton                |
| Rory Kinnear         | detektiv Nock               |
| Alex Lawther         | mladý Turing                |
| Jack Bannon          | Christopher Morcom          |
| Victoria Wicks       | Dorothy Clarke              |
| David Charkham       | William Kemp Lowther Clarke |
| Tuppence Middleton   | Helen                       |
| James Northcote      | Jack Good                   |
| Steven Waddington    | superintendant Smith        |

## Hudba
Autorem hudby k filmu je francouzský hudební skladatel Alexandre Desplat a jeho skladby nahrál Londýnský symfonický orchestr v londýnském studiu Abbey Road Studios. Desplat byl za hudbu nominován na Oscara, toho ale získal za jiný film z téhož roku, Grandhotel Budapešť. Ve filmu zazněla také skladba Coffee Meditation českého skladatele Milana Svobody. Hudba k filmu byla nominována také na cenu Grammy za nejlepší hudební složku k vizuálnímu dílu.

## Ocenění
Film získal celkem 8 nominací na Oscara, těsně za Grandhotelem Budapešť a Birdmanem, oběma s 9 nominacemi. Nominován byl v hlavní kategorii nejlepšího filmu, ale také Benedict Cumberbatch na nejlepšího herce v hlavní roli, Keira Knightley na nejlepší herečku ve vedlejší roli, Morten Tyldum za režii, William Goldenberg za střih, Alexandre Desplat za původní hudbu, Maria Djurkovičová a Tatiana Macdonaldová za výpravu a Graham Moore za adaptovaný scénář.